# Choerospondias axillaris
Choerospondias axillaris ist die einzige Art der Pflanzengattung Choerospondias innerhalb der Familie der Sumachgewächse (Anacardiaceae). Sie ist von Nepal über Tibet, dem südlichen China, Taiwan bis zum nördlichen Südostasien verbreitet.

## Beschreibung

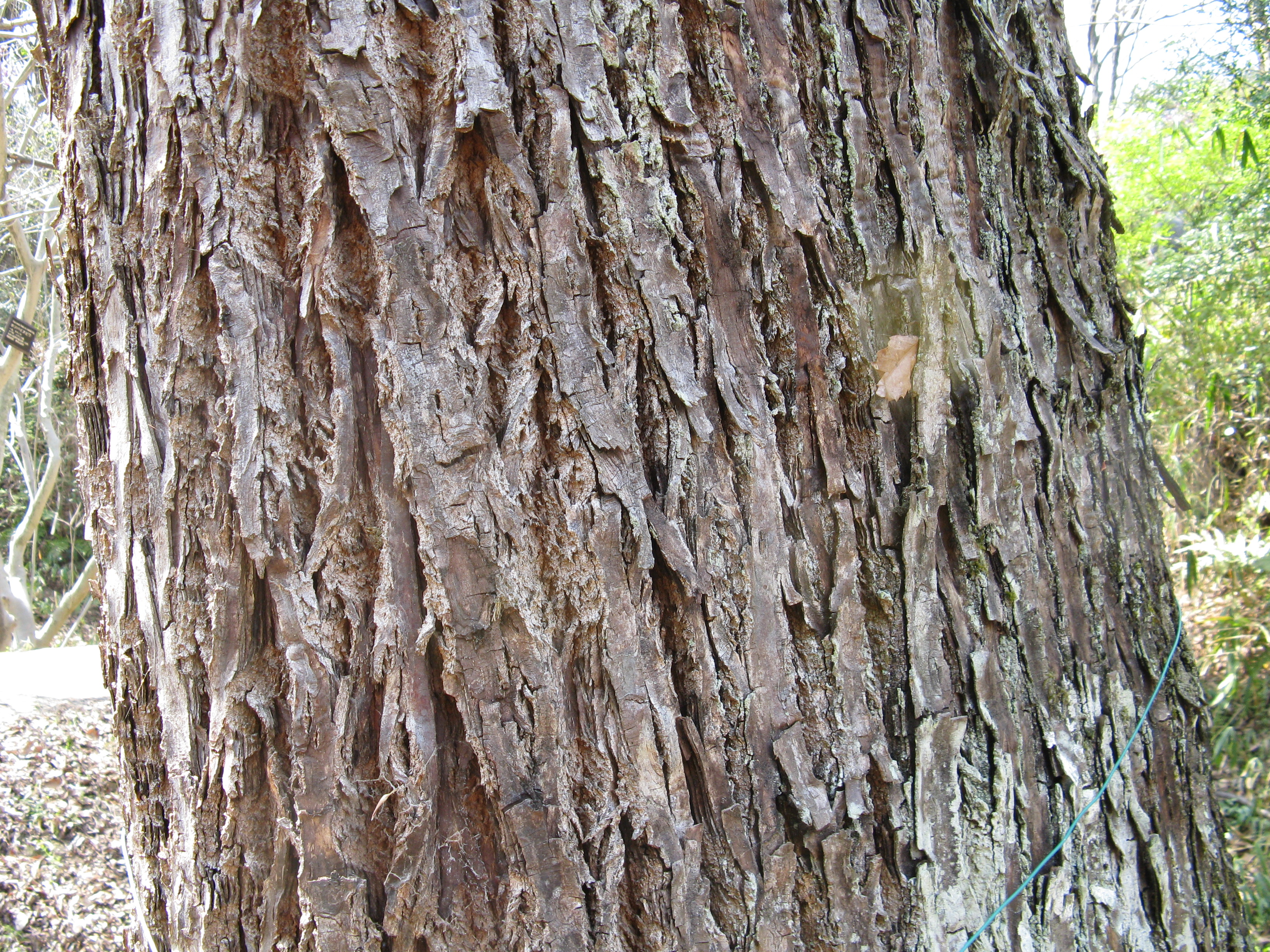
Borke

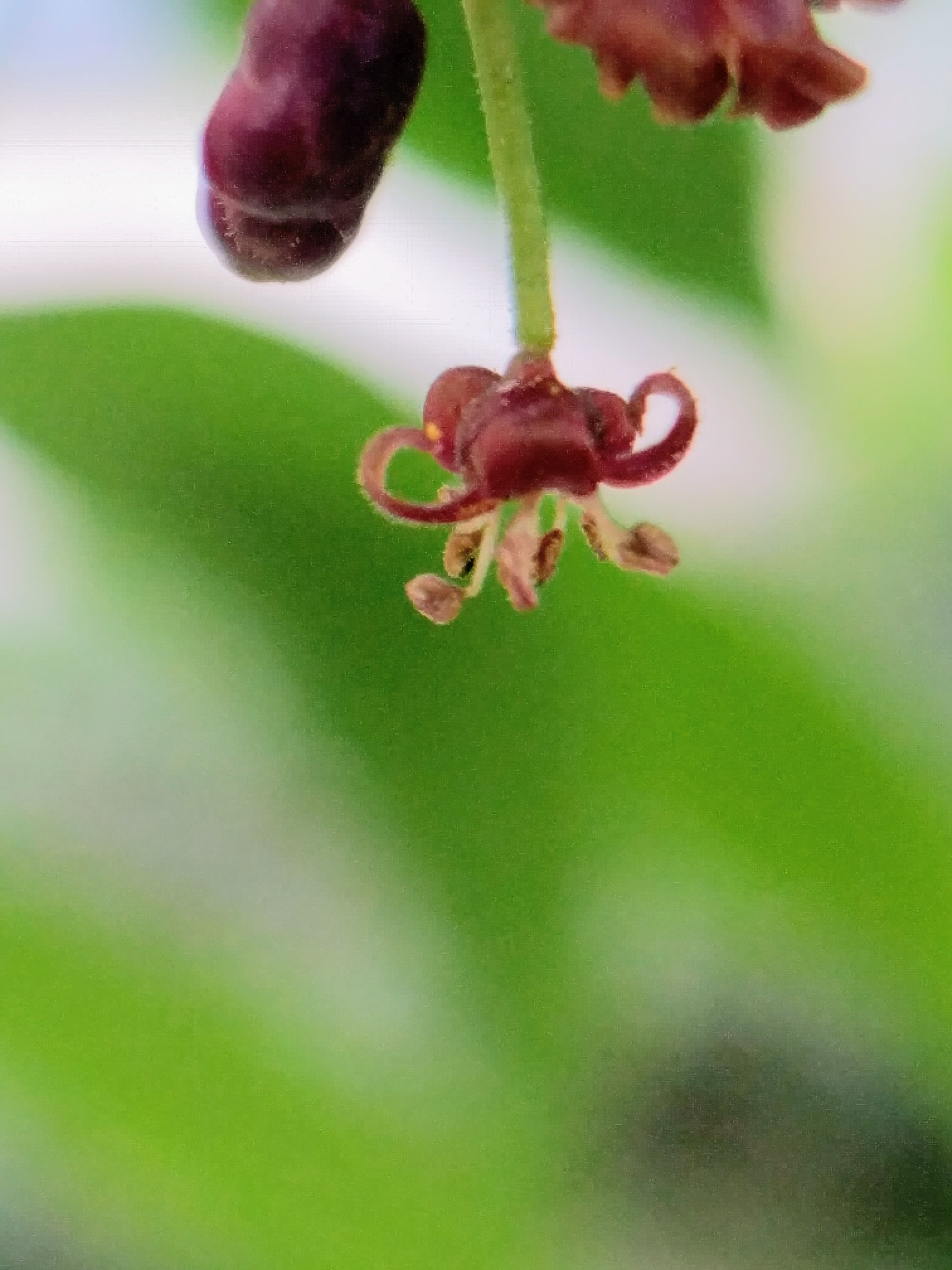
Blüte

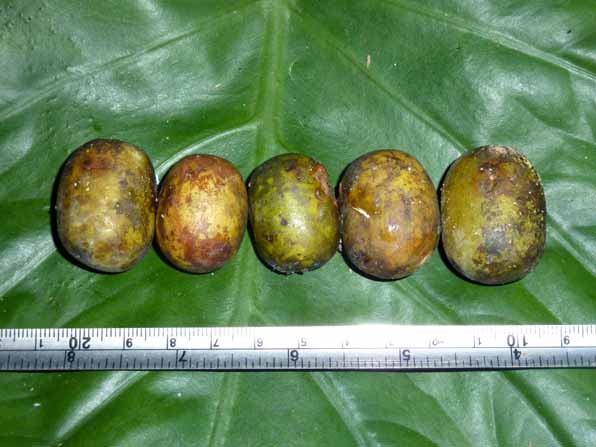
Früchte

### Vegetative Merkmale
Choerospondias axillaris wächst als laubabwerfender bis immergrüner Baum, der Wuchshöhen von bis zu 20, selten bis zu 30 Meter bei Stammdurchmessern von über 40 bis 50 Zentimeter erreicht. Die grobe, braune Borke ist im Alter furchig und in kleinen Streifen abblätternd.
Die wechselständig an den Zweigen angeordneten Laubblätter sind in Blattstiel und -spreite gegliedert. Der Blattstiel ist 10 bis 12 Zentimeter lang. Die unpaarig gefiederte Blattspreite besitzt 7 bis 17 Blättchen. Die kurz gestielten, fast kahlen und papierigen Blättchen sind bei einer Länge von bis etwa 12 Zentimeter sowie einer Breite von bis zu 6 Zentimeter eiförmig bis -lanzettlich mit zugespitztem oberen Ende und ganzem bis grob gesägtem Rand. Die Blättchenstiele sind 5 bis 8 Millimeter lang. Nebenblätter fehlen.

### Generative Merkmale
Choerospondias axillaris ist zweihäusig polygam-diözisch. Die gestielten, eingeschlechtigen oder zwittrigen Blüten erscheinen end- oder achselständig, die männlichen stehen in kleinen rispigen, die größeren weiblichen erscheinen meist einzeln oder in kleinen traubigen Blütenständen. Die relativ kleinen Blüten sind fünfzählig mit doppelter Blütenhülle und rötlich-purpurfarben. Der kleine, etwas behaarte Kelch ist kurz becherförmig mit kleinen, gerundeten Lappen. Die etwas größeren, länglichen Kronblätter sind zurückgelegt. Es sind acht bis zehn kurze Staubblätter ausgebildet. Der fünfkammerige, kugelige Fruchtknoten ist oberständig. Die fünf kurzen und freien Griffel enden in kopfigen Narben. Es ist jeweils ein kahler Diskus vorhanden. Die männlichen Blüten besitzen einen Pistillode, die weiblichen Staminodien.
Die bei einer Länge von 2,5 bis 3 Zentimeter relativ kleinen und eiförmigen bis ellipsoiden Steinfrüchte sind dünnfleischig, bei Reife gelblich bis gelblich-grün und bräunlich gesprenkelt. Der glatte und leicht grubige, hell-braune, holzige Steinkern besitzt kleine Keimdeckel (Operculum).

## Systematik und Verbreitung
Die Erstbeschreibung erfolgte 1832 als Spondias axillaris durch William Roxburgh in Flora Indica ed. 1832, Band 2, Seite 453. Die Neukombination zu Choerospondias axillaris (Roxb.) B.L.Burtt & A.W.Hill wurde 1937 durch Brian Laurence Burtt und Arthur William Hill in Annals of Botany (Oxford) n.S., Band 1, Seite 254 veröffentlicht.
Je nach Autor gibt es etwa drei Varietäten:
- Choerospondias axillaris Roxb. var. axillaris: Sie ist in Indien, Kambodscha, Laos, Vietnam, Thailand, im südöstlichen Tibet, in China, Taiwan und Japan verbreitet.[1]
- Choerospondias axillaris var. japonica (Ohwi) Ohwi: Diese Endemit kommt nur im japanischen Kyushu vor.
- Choerospondias axillaris var. pubinervis (Rehder & E.H.Wilson) B.L.Burtt & A.W.Hill: Sie gedeiht in Höhenlagen von 400 bis 1000 Metern in den chinesische Provinzen Gansu, Guizhou, westliches Hubei, westliches Hunan sowie Sichuan.[1]

## Verwendung
Die sauren Früchte sind essbar und werden vielfältig verwendet, vor allem in Nepal, hier heißen sie Lapsi.
Die Früchte werden frisch gegessen, zu Saft, Eis, Süßigkeiten, Gelee oder Konfitüre verarbeitet.
100 g Fruchtfleisch enthält 355,1 mg Kalium, 57 mg Calcium, 34 mg Magnesium, 106 mg Arginin, 36 mg Glutaminsäure, 32 mg Glutamin, weiter Glycin, Lysin, Tyrosin-20 und 563 mg Phenol sowie Cumarinverbindungen.
Die jungen Blätter werden roh, meist mit Chilisauce gegessen.
Aus der Rinde lässt sich eine Faser gewinnen, die für die Herstellung von Seilen verwendet werden.
Die Rinde wird gekaut wie Betelnüsse, sie wird auch wie die Fruchtschalen medizinisch genutzt.
Die chinesische Medizin verwendet die Rinde, Wurzeln, Früchte für Entgiftung in der Kardiologie. In Vietnam wird eine wässrige Infusion der Rinde bei Verbrennungen eingesetzt.
Das relativ weiche, grau-weiße Holz wird für einige Anwendung genutzt, wie Teekisten und einfache Möbel.